# 1950-е

## Догађаји и трендови
- Корејски рат (1950—1953)
- Суецка криза
- Вијетнамски рат (1955—1975)
- Мађарска револуција 1956.
- Кубанска револуција
- Деколонизација Африке
- Уговор о оснивању Варшавског пакта.
- 1957. - Римским уговором основана Европска економска заједница.
- Почетак свемирске трке.
- Прво светско првенство у кошарци одржано у Аргентини.
- Прво такмичење Формуле 1.

## Култура

### Музика
- Настанак рокенрола.
- Прво такмичење за Песму Евровизије.